# Ivan Ergić
Ivan Ergić (cyr. Иван Ергић, ur. 21 stycznia 1981 w Szybeniku) – serbski piłkarz grający na pozycji środkowego pomocnika.

## Kariera klubowa
Ergić urodził się w chorwackim Szybeniku. Gdy był jeszcze nastolatkiem, jego rodzice wyemigrowali do Australii na skutek wojny na Bałkanach w latach 90. Piłkę nożną Ergić zaczął trenować w znanej australijskiej akademii sportowej Australian Institute of Sport, z której wywodzą się niemal wszyscy znani reprezentanci Australii, jak choćby Harry Kewell, Mark Viduka czy Brett Emerton. Po ukończeniu akademii podpisał kontrakt ze swoim pierwszym klubem, jakim był Perth Glory. Zadebiutował w jego barwach w 1999 roku i z miejsca wskoczył do podstawowej jedenastki swojej drużyny. W sezonie zasadniczym National Soccer League Perth zajęło 1. miejsce, a w play-off doszło do finału jednak w rzutach karnych uległo Wollongong Wolves. W całym sezonie Ivan rozegrał 23 mecze zdobywając 10 bramek.
Po zakończeniu sezonu w Australii, latem 2000 Ergić wyjechał do Europy i przeniósł się do Juventusu Turyn. Nie mając wielkich szans na grę w turyńskim zespole i został wypożyczony do szwajcarskiego FC Basel. Przez cały sezon był na ogół rezerwowym dla Hakana Yakina, Mario Cantaluppiego czy Benjamina Huggela, ale mimo to pojawił się na boisku w 22 meczach i zdobył 1 gola (10 grudnia w przegranym 2:3 meczu z Lausanne Sports). Mistrzem kraju zostało AC Lugano, a Basel zajęło dopiero 5. miejsce w lidze. Jednak trenerzy FC Basel byli zadowoleni z Ergicia i postanowili dać mu szansę w kolejnych latach wykupując go za 1,6 miliona franków szwajcarskich. W kolejnym sezonie był już podstawowym zawodnikiem zespołu z Bazylei zdobywając 8 bramek w 33 meczach, co znacznie pomogło w wywalczeniu mistrzostwa Szwajcarii oraz zdobyciu Pucharu Szwajcarii. Także w sezonie 2002/2003 Ergić wywalczył z Basel krajowy puchar, w lidze było już jednak trochę gorzej i na osłodę zespołowi pozostało wywalczenie wicemistrzostwa na rzecz Grasshopper Club. Jednak z powodu kontuzji rozegrał tylko 13 meczów. Natomiast sezon 2003/2004 był chyba najgorszym w karierze Ivana. Rozegrał tylko 1 mecz (został dzięki niemu symbolicznym mistrzem kraju) i zapadł na depresję psychiczną i trafił do kliniki psychiatrycznej w Bazylei. Wydawało się wówczas, iż jego kariera stoi pod wielkim znakiem zapytania. Klub jednak nie zerwał z nim umowy, Ergić się wyleczył i jeszcze w sezonie 2004/2005 zdołał rozegrać 10 meczów ligowych, a FC Basel znów stało się najlepszą drużyną w Szwajcarii. W sezonie 2005/2006 Basel zostało wicemistrzem, a Ergić swój dorobek zakończył na 4 golach w 31 ligowych meczach. W 2008 roku wywalczył mistrzostwo i puchar kraju.
W 2009 roku Ergić przeszedł do tureckiego Bursasporu. Zadebiutował w nim 16 sierpnia 2009 roku w przegranym 2:3 wyjazdowym spotkaniu z Eskişehirsporem. W sezonie 2009/2010 wywalczył z Bursasporem tytuł mistrza Turcji.
| Sezon   | Klub           | Kraj       | Rozgrywki              | Mecze | Bramki |   |
| ------- | -------------- | ---------- | ---------------------- | ----- | ------ | - |
| 1999/00 | Perth Glory    | Australia  | National Soccer League | 23    | 10     |   |
| 2000/01 | Juventus Turyn | Włochy     | Serie A                | 0     | 0      |   |
| 2000/01 | FC Basel       | Szwajcaria | Swiss Super League     | 22    | 1      |   |
| 2001/02 | FC Basel       | Szwajcaria | Swiss Super League     | 33    | 8      |   |
| 2002/03 | FC Basel       | Szwajcaria | Swiss Super League     | 13    | 3      |   |
| 2003/04 | FC Basel       | Szwajcaria | Swiss Super League     | 1     | 0      |   |
| 2004/05 | FC Basel       | Szwajcaria | Swiss Super League     | 10    | 0      |   |
| 2005/06 | FC Basel       | Szwajcaria | Swiss Super League     | 31    | 4      |   |
| 2006/07 | FC Basel       | Szwajcaria | Swiss Super League     | 31    | 7      |   |
| 2007/08 | FC Basel       | Szwajcaria | Swiss Super League     | 31    | 6      |   |
| 2008/09 | FC Basel       | Szwajcaria | Swiss Super League     | 30    | 2      |   |
| 2009/10 | Bursaspor      | Turcja     | Süper Lig              | 31    | 4      |   |
| 2010/11 | Bursaspor      | Turcja     | Süper Lig              | 27    | 5      | – |

## Kariera reprezentacyjna
Ergić posiada podwójne obywatelstwo – serbskie i australijskie. Swego czasu wybrał jednak grę w reprezentacji kraju, z którego pochodzi. Został powołany przez selekcjonera Iliję Petkovicia do 23-osobowej kadry na Mistrzostwa Świata w Niemczech, pomimo tego, że nie miał za sobą debiutu w reprezentacji Serbii. Zadebiutował w niej dopiero w ostatnim sprawdzianie Serbów przed mistrzostwami – 27 maja w zremisowanym 1:1 meczu z Urugwajem. W mistrzostwach zagrał w 2 meczach – przegranym 0:6 z Argentyną (wszedł z ławki rezerwowych za Alberta Nadja) oraz w przegranym 2:3 z Wybrzeżem Kości Słoniowej (90 minut). Serbowie zagrali jednak słabo, nie zdobyli punktu i nie wyszli z grupy. Po tej imprezie zmienił się selekcjoner Serbii i nowym został Hiszpan Javier Clemente, który nie powołał Ergicia na mecze eliminacyjne do Euro 2008.